# Врацян, Симон
Симон Врацян (1882 — 1969) — армянский государственный деятель, последний премьер-министр Республики Армении с 25 ноября по 2 декабря 1920 года. После установления в Армении советской власти эмигрировал, жил во Франции, США, Ливане. В 1967 году опубликовал шеститомные воспоминания «По дорогам жизни».

## Биография
Родился в селе Большие Салы.
Образование получил в мужской гимназии в Нахичевани-на-Дону. После окончания Эчмиадзинской духовной семинарии в 1906 году вернулся в Нахичевань.
Начал заниматься революционной деятельностью, но, опасаясь преследований, уехал в Батум, потом в Трапезунд, а затем в Константинополь.
В 1908 году Врацян вернулся в Россию. В Санкт-Петербурге поступил в университет, учился на юридическом и педагогическом факультетах. В 1911—1913 годах был редактором ежедневной газеты «Родина» в США.
В начале Первой мировой войны, находился в Тифлисе принимая участие в формировании армянских добровольческих дружин, на Кавказском фронте сражавшихся с турецкими войсками.
В 1918 году был избран членом Закавказского сейма.
После провозглашения независимости Армении был назначен руководителем дипломатической миссии республики при Добровольческой армии юга России генерала Деникина. В 1919 году был избран депутатом парламента Армении, позже стал министром сельского хозяйства и труда дашнакского правительства.
В ноябре 1920 года избран премьер-министром. Через месяц по соглашению с РСФСР правительство Врацяна было отстранено от власти.
В начале 1921 года возглавил «Комитет спасения Родины». Активно участвовал в антисоветском восстании, а после его поражения навсегда покинул родину. Унес с собой флаг Первой республики Армении, которой руководил 8 дней.
После проживал во Франции, США, Ближнем Востоке и т. д. В Париже с 1923 по 1925 год редактировал журнал «Дрошак». Написал книгу Республика Армения, в которой рассматривал историю Восточной и Западной Армении, а также вопросы, связанные с получением независимости. С 1951 года и до конца жизни был директором армянской семинарии в Бейруте. Умер в 1969 году.